# Närpansarvapen
| Närpansarvapen |
| --- |
| Schweizisk Solothurn S-18/100 pansarvärnsgevär. Saab Bofors Dynamics NLAW närpansarvärnsrobot. Typer av närpansarvapen - Granatgevär - Närpansarvärnsrobot - Pansarskott - Pansarvärnsgevär - Raketgevär |

Närpansarvapen eller närpansarvärnsvapen (engelska: man-portable anti-tank systems, kort MANPATS eller MPATS) är personburna pansarvärnsvapen avsedda att bekämpa pansarfordon och skyddade mål på kortare avstånd.
Det finns flera olika typer av närpansarvapen genom historien. Det äldsta vapnen bör egentligen vara tunga musköter ämnade att genomtränga harnesk och rustning hos stridande under 1500- och 1600-talet, men de första traditionella närpansarvapnen börjar först förekomma under första världskriget i form av pansarvärnsgevär, samt vissa handburna kanoner (exempelvis: Vickers 40 mm bakladdade snabbskjutande kanon Mk.II(en)). Sedan andra världskriget är dock pansarvärnsgevär föråldrade och istället ersatta av pansarskott, granatgevär och raketgevär. I modern tid förekommer även pansarvärnsrobotsystem inom klassen, så kallade närpansarvärnsrobotar.